# سه‌زور
سه‌زور (ژاپنی: トライフォース Toraifōsu، انگلیسی: Triforce) اثر ساختگی سری بازی افسانهٔ زلدا که کار شرکت نینتندو است که می‌توانید آن را روی پلتفرم نینتندو سوییچ بازی کنید.
در فرهنگ و عالم ساختهٔ این بازی، سه‌زور برترین و قویترین اثر مقدس و بازپسین هدف بازیکن می‌باشد.

## بت‌پرستی
چنانچه گفته شده‌است، در عالم «هایرول» (انگلیسی: Hyrule)، که اسم دنیای غیرواقعی بازی است، سه‌زور برترین و عالیترین و قویترین زور کیهان می‌باشد، به این حد که در بعضی بازی‌های سری «افسانهٔ زلدا» هم حتی قدرت‌های خدا یا خدایان آن دنیا به خویش گرفته شده باشد؛ مثلاً می‌گویند که «زور دانش» (یعنی یک «زور» از سه‌زور) ماهیت بت «نَیرو» به خویش گرفته، و «زور شجاعت» هم محتوای قدرت یا ماهیت بت «فاروره»، و هم «زور قدرت» دارای قدرت بت «دین» است.